# Zmierzch (pora dnia)

Fazy zmierzchu. Civil twilight – zmierzch cywilny; nautical twilight – zmierzch żeglarski; astronomical twilight – zmierzch astronomiczny

Przejście od zmierzchu do nocy

Zmierzch – okres po zachodzie Słońca, w którym Ziemia oświetlona jest światłem słonecznym rozproszonym w atmosferze. Rozróżnia się następujące fazy zmierzchu:
- zmierzch cywilny – środek tarczy słonecznej nie więcej niż 6° poniżej horyzontu
- zmierzch żeglarski (nautyczny) – środek tarczy słonecznej od 6 do 12° poniżej horyzontu
- zmierzch astronomiczny – środek tarczy słonecznej od 12 do 18° poniżej horyzontu

Po zmierzchu astronomicznym następuje noc astronomiczna.
Analogiczne 3 fazy ma świt.